# Ngày thanh trừng (loạt phim)
Ngày thanh trừng (Tên tiếng Anh: The Purge) là một loạt phim kinh dị, thương hiệu truyền thông nổi tiếng của Mỹ. Loạt phim được phân phối bởi hãng Universal Pictures, sản xuất bởi Blumhouse Productions và Platinum Dunes và được tạo ra bởi đạo diễn James DeMonaco. Nội dung của các phần phim xoay quanh một sự kiện mang tên là Ngày thanh trừng (The Purge). Tại sự kiện đó, mọi người dân có thể thực hiện các tội ác pháp luật kể cả giết người mà không bị truy tội.
Loạt phim "Ngày thanh trừng" được bắt đầu vào năm 2013 với phần phim đầu tiên mang tên Ngày thanh trừng, được chỉ đạo diễn xuất bởi đạo diễn kiêm biên kịch của bộ phim - James DeMonaco. Hiện tại, bộ phim đã có tất cả 5 phần phim điện ảnh và 2 mùa phim truyền hình được ra mắt vào năm 2018.

## Khái quát
Các loạt phim điện ảnh và truyền hình "Ngày thanh trừng" được tạo ra và phát triển bởi James DeMonaco. Loạt phim lấy bối cảnh tại một đất nước Mỹ hư cấu đang bị suy thoái về mặt kinh tế, tình hình xã hội bất ổn. Đất nước này có một sự kiện đặc biệt gọi là Purge (Ngày thanh trừng) được ban hành bởi bởi một đảng chính trị mới có tên là NFFA - The New Founding Fathers of America (Những Người Sáng Lập Mới Của Nước Mỹ). Sự kiện này được tổ chức hàng năm, diễn ra vào ngày 21 tháng 3 từ 7 giờ tối đến 7 giờ sáng ngày hôm sau, nằm mục đích giúp người dân giải quyết ân oán, nhu cầu, ngoài ra đây cũng là biện pháp để giảm dân số, giảm suy thoái kinh tế và xã hội. Trong ngày lễ đó, tất cả các tội ác, bao gồm cả giết người, sẽ được hợp pháp hóa trong vòng 12 giờ. Mọi người sẽ được thực hiện mọi tội ác kể cả giết người sẽ không bị phạm tội, kết án. Trước khi The Purge bắt đầu, sẽ có một hệ thống phát thanh khẩn cấp được phát lên.

## Điện ảnh
| Tên phim                            | Tên phim                        | Ngày công chiếu (Mỹ) | Đạo diễn        | Biên kịch      | Kinh phí  | Doanh thu    |
| Tiếng Việt                          | Tiếng Anh                       | Ngày công chiếu (Mỹ) | Đạo diễn        | Biên kịch      | Kinh phí  | Doanh thu    |
| ----------------------------------- | ------------------------------- | -------------------- | --------------- | -------------- | --------- | ------------ |
| Ngày thanh trừng (2013)             | The Purge (2013)                | 7 tháng 6 năm 2013   | James DeMonaco  | James DeMonaco | $3 triệu  | $89,328,627  |
| Ngày thanh trừng: Hỗn loạn (2014)   | The Purge: Anarchy (2014)       | 18 tháng 7 năm 2014  | James DeMonaco  | James DeMonaco | $9 triệu  | $111,928,365 |
| Ngày thanh trừng: Năm bầu cử (2016) | The Purge: Election Year (2016) | 1 tháng 7 năm 2016   | James DeMonaco  | James DeMonaco | $10 triệu | $118,587,880 |
| Cuộc thanh trừng đầu tiên (2018)    | The First Purge (2018)          | 4 tháng 7 năm 2018   | Gerard McMurray | James DeMonaco | $13 triệu | $137 triệu   |
| The Forever Purge (2021)            | The Forever Purge (2021)        | 2 tháng 7 năm 2021   | Everardo Gout   | James DeMonaco | $18 triệu | $76,994,245  |

### Ngày thanh trừng (2013)[3]
Bài chi tiết: Ngày thanh trừng (2013)
Diễn viên chính: Ethan Hawke, Lena Headey, Max Burkholder, Adelaide Kane, Edwin Hodge, Tony Oller, Rhys Wakefield và Arija Bareikis
Sản xuất: Jason Blum, Michael Bay, Andrew Form, Brad Fuller, Sebastien Lemercier
The Purge lấy bối cảnh thế giới tương lai vào năm 2022, khi Mỹ trở thành "quốc gia mới tái sinh", với tội phạm và tỷ lệ thất nghiệp ở mức rất thấp. Để giữ mức ổn định này, chính phủ hàng năm đều có một chiến dịch có tên gọi "12 giờ thanh trừng" để con người có thể tự do giải thoát mọi cảm xúc tiêu cực của họ. Trong 12 tiếng này, các hành vi phạm tội (bao gồm cả giết người) đều không bị truy xét trước pháp luật. Bi kịch xảy đến khi một gia đình bị bắt làm con tin và một câu chuyện rùng rợn bắt đầu.

### Ngày thanh trừng: Hỗn loạn (2014)
Bài chi tiết: Ngày thanh trừng: Hỗn loạn (2014)
Diễn viên chính: Frank Grillo, Carmen Ejogo, Zach Gilford, Kiele Sanchez, Zoë Soul, Michael K. Williams, Edwin Hodge
Sản xuất: Jason Blum, Michael Bay, Andrew Form, Brad Fuller, Sebastien Lemercier
Vào năm 2023, Ngày thanh trừng trở lại kéo theo hàng loạt sự kiện thanh trừng vô cùng khủng khiếp trong thành phố Los Angeles. Các nhóm tội phạm gây náo loạn, đẩy tình trạng hỗn loạn vượt ra ngoài tầm kiểm soát.

### Ngày thanh trừng: Năm bầu cử (2016)
Bài chi tiết: Ngày thanh trừng: Năm bầu cử (2016)
Diễn viên chính: Frank Grillo, Edwin Hodge, Elizabeth Mitchell
Sản xuất: Jason Blum, Michael Bay, Andrew Form, Brad Fuller, Sebastien Lemercier
Ngày thanh trừng năm 2040, NFFA tìm cách tiêu diệt những ứng viên có ý định kết thúc The Purge đặc biệt là thương nghị sỹ tranh chức Tổng thống năm này

### Cuộc thanh trừng đầu tiên (2018)[4]
Bài chi tiết: Cuộc thanh trừng đầu tiên (2018)
Diễn viên chính: Marisa Tomei, Y'lan Noel, Lex Scott Davis, Joivan Wade, Lauren Velez, Kristen Solis
Sản xuất: Jason Blum, Michael Bay, Andrew Form, Brad Fuller, Sebastien Lemercier, James DeMonaco
Lấy bối cảnh 2017, khi mà chính phủ ban hành Ngày thanh trừng đầu tiên của Mỹ.

### The Forever Purge (2021)
Bài chi tiết: The Forever Purge (2021)
Diễn viên chính: Ana de la Reguera, Tenoch Huerta, Josh Lucas, Cassidy Freeman, Leven Rambin, Alejandro Edda, Will Patton
Sản xuất: Brad Fuller, Sebastien Lemercier

## Truyền hình
| Tên phim          | Năm  | Phát sóng lần đầu    | Phát sóng lần cuối   |
| ----------------- | ---- | -------------------- | -------------------- |
| Thanh trừng mùa 1 | 2018 | 4 tháng 9 năm 2018   | 6 tháng 11 năm 2018  |
| Thanh trừng mùa 2 | 2019 | 15 tháng 10 năm 2019 | 17 tháng 12 năm 2019 |

### Thanh trừng mùa 1 (2018)
Bài chi tiết: Thanh trừng (Mùa 1)
Số tập: 10 tập
Diễn viên chính: Gabriel Chavarria, Jessica Garza, Amanda Warren, Colin Woodell, Hannah Emily Anderson, Lili Simmons, Lee Tergesen

### Thanh trừng mùa 2 (2019)
Bài chi tiết: Thanh trừng (Mùa 2)
Số tập: 10 tập
Diễn viên chính: Derek Luke, Max Martini, Paola Núñez, Joel Allen

## Tiếp nhận

### Doanh thu
| Phim                         | Ngày ra mắt         | Doanh thu    | Doanh thu     | Doanh thu    | Kinh phí  |
| Phim                         | Ngày ra mắt         | Bắc Mỹ       | Các vùng khác | Toàn cầu     | Kinh phí  |
| ---------------------------- | ------------------- | ------------ | ------------- | ------------ | --------- |
| Ngày thanh trừng             | 7 tháng 6 năm 2013  | $64,473,115  | $24,855,512   | $89,328,627  | $3 triệu  |
| Ngày thanh trừng: Hỗn loạn   | 18 tháng 7 năm 2014 | $69,086,325  | $67,125,653   | $136,211,978 | $13 triệu |
| Ngày thanh trừng: Năm bầu cử | 1 tháng 7 năm 2016  | $71,962,800  | $39,965,565   | $111,928,365 | $9 triệu  |
| Cuộc thanh trừng đầu tiên    | 4 tháng 7 năm 2018  | $79,213,375  | $39,374,505   | $118,587,880 | $10 triệu |
| The Forever Purge            | 2 tháng 7 năm 2021  | $44,539,245  | $4,098,000    | $76,994,245  | $18 triệu |
| Tổng                         | Tổng                | $329,274,860 | $162,795,582  | $533,051,095 | $53 triệu |

### Phê bình
| Phim                         | Rotten Tomatoes | Metacritic | CinemaScore |
| ---------------------------- | --------------- | ---------- | ----------- |
| Ngày thanh trừng             | 40%             | 41/100     | C           |
| Ngày thanh trừng: Hỗn loạn   | 56%             | 50/100     | B           |
| Ngày thanh trừng: Năm bầu cử | 55%             | 55/100     | B+          |
| Cuộc thanh trừng đầu tiên    | 56%             | 54/100     | B–          |
| The Forever Purge            | 46%             | 54/100     | B–          |